# Длинная приводящая мышца
Длинная приводящая мышца (лат. Musculus adductor longus) — плоская, по форме несколько напоминает треугольник, располагается на переднемедиальной поверхности бедра.

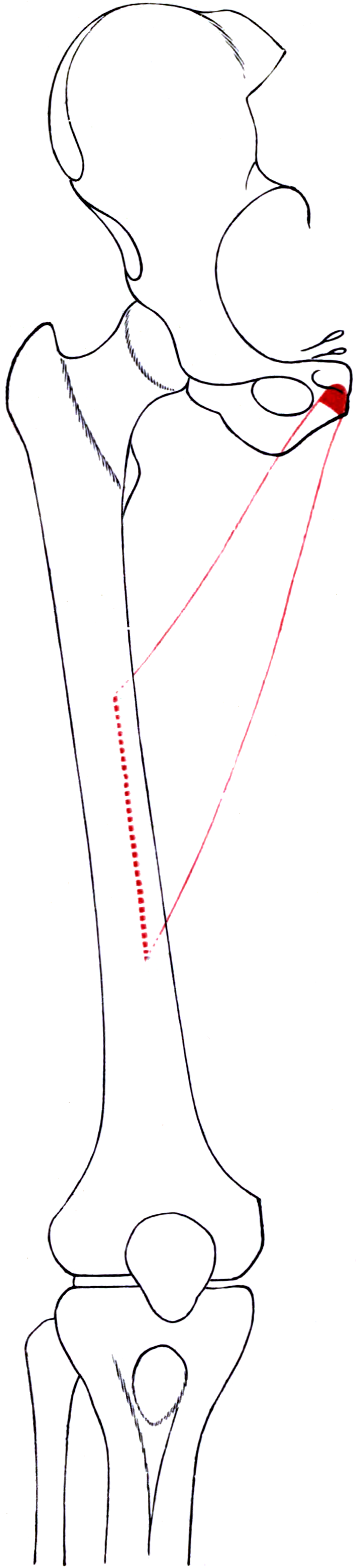
Места прикрепления и проекция правой длинной приводящей мышцы

Начинается коротким мощным сухожилием от лобковой кости ниже лобкового бугорка, латеральнее тонкой мышцы. Затем, постепенно расширяясь, направляется книзу и прикрепляется к средней трети медиальной губы шероховатой линии бедренной кости.

## Функция
Приводит бедро, принимая участие в его сгибании и вращении кнаружи.